# Bishop Auckland
Bishop Auckland este un oraș în comitatul County Durham, regiunea North East, Anglia. Orașul se află în districtul Wear Valley. 